# Edens fenval
Edens fenval (Balaenoptera edeni) är en art i familjen fenvalar. Det fastställdes först 1993 efter genetiska undersökningar som visade att djuret utgör en egen art. Tidigare antogs att valen var en underart till Brydes fenval.
Edens fenval förekommer i tropiska och subtropiska havsregioner, den lever i östra Indiska oceanen och i västra Stilla havet främst vid Filippinerna och Indonesien. Till utseendet liknar den Brydes fenval men blir med en längd av 7 till 10 meter betydligt mindre. Därför kallas den på engelska även "Pygmy Bryde's Whale".
På grund av att alla undersökningar härstammar från döda individer är nästan ingenting känt om valens levnadssätt. Det antas att den har liknande vanor som Brydes fenval som lever i mindre grupper och äter fiskar. Angående populationen och hot finns inga uppgifter.